# Himantura signifer
Himantura signifer е вид хрущялна риба от семейство Dasyatidae. Видът е застрашен от изчезване.

## Разпространение
Разпространен е в Индонезия, Малайзия и Тайланд.